# NGC 4170
NGC 4170 – gwiazda znajdująca się w gwiazdozbiorze Warkocza Bereniki. Zaobserwował ją Heinrich Louis d’Arrest 10 maja 1864 roku i skatalogował jako obiekt typu „mgławicowego”. Baza SIMBAD błędnie podaje, że NGC 4170 to zdublowana obserwacja pobliskiej galaktyki NGC 4173.